# Униан-да-Витория
Униан-да-Витория (порт. União da Vitória) — муниципалитет в Бразилии, входит в штат Парана. Составная часть мезорегиона Юго-восток штата Парана. Входит в экономико-статистический микрорегион Униан-да-Витория. Население составляет 70 858 человек на 2006 год. Занимает площадь 720,005 км². Плотность населения — 72,0 чел./км².

## История
Город основан 27 марта 1890 года.

## Статистика
- Валовой внутренний продукт на 2003 год составляет 330 067 724,00 реалов (данные: Бразильский институт географии и статистики).
- Валовой внутренний продукт на душу населения на 2003 год составляет 6558,33 реалов (данные: Бразильский институт географии и статистики).
- Индекс развития человеческого потенциала на 2000 год составляет 0,793 (данные: Программа развития ООН).

## География
Климат местности: субтропический. В соответствии с классификацией Кёппена, климат относится к категории Cfa.